# Каневчева къща (Струга)
 Тази статия е за къщата в Струга.  За къщата в Охрид вижте Каневчева къща (Охрид).  
Каневчевата къща (на македонска литературна норма: Каневчева куќа) е възрожденска къща в град Струга, Северна Македония. Сградата е обявена за значимо културно наследство на Северна Македония.

## Местоположение
Къщата е разположена на Стружката чаршия, на левия бряг на Черни Дрин, на улица „Бракя Миладиновци“ № 16. До нея е Галерията „Вангел Коджоман“, а срещу нея е разположена Миладиновата къща.

## История
Къщата датира от XIX век. Собственост е била на Милица Канавчева, а по-късно става собственост на Музея „Д-р Никола Незлобински“ в града.
На 7 декември 1954 година и отново на 28 юни 2017 година къщата е обявена за значимо културно наследство на Република Македония.